# Figa Flawas
Figa Flawas és un grup de música en català originari de Valls creat l'estiu del 2020. Combina essencialment el pop amb incursions en gèneres urbans i llatins com ara reggaeton i el R&B contemporani.
Format per Pep Velasco (nascut el 1998) i Xavier Cartanyà (nascut el 1997), que es van conèixer a l'institut, durant l'inici de la dècada del 2020 es va consolidar com un dels grups emergents amb més projecció del panorama musical urbà català, fet que els va merèixer el premi Sona9 del 2022. La seva carrera, però, s'ha vist criticada per fer servir el castellà per aconseguir les rimes i lletres de les seves cançons.

## Trajectòria
L'estiu del 2020 van publicar el seu primer senzill a YouTube titulat «100graus», que apostava pel reggaeton en català i lletres estivals. Es van iniciar en els escenaris en la Festa Major de Valls de 2021, on van compartir cartell amb bandes com Zoo, La Pegatina i Stay Homas, entre d'altres. Amb motiu de l'inici de la campanya de captació de voluntariat per a les Festes Decennals de Valls 2021+1, hi van presentar la cançó titulada «De deu en deu».

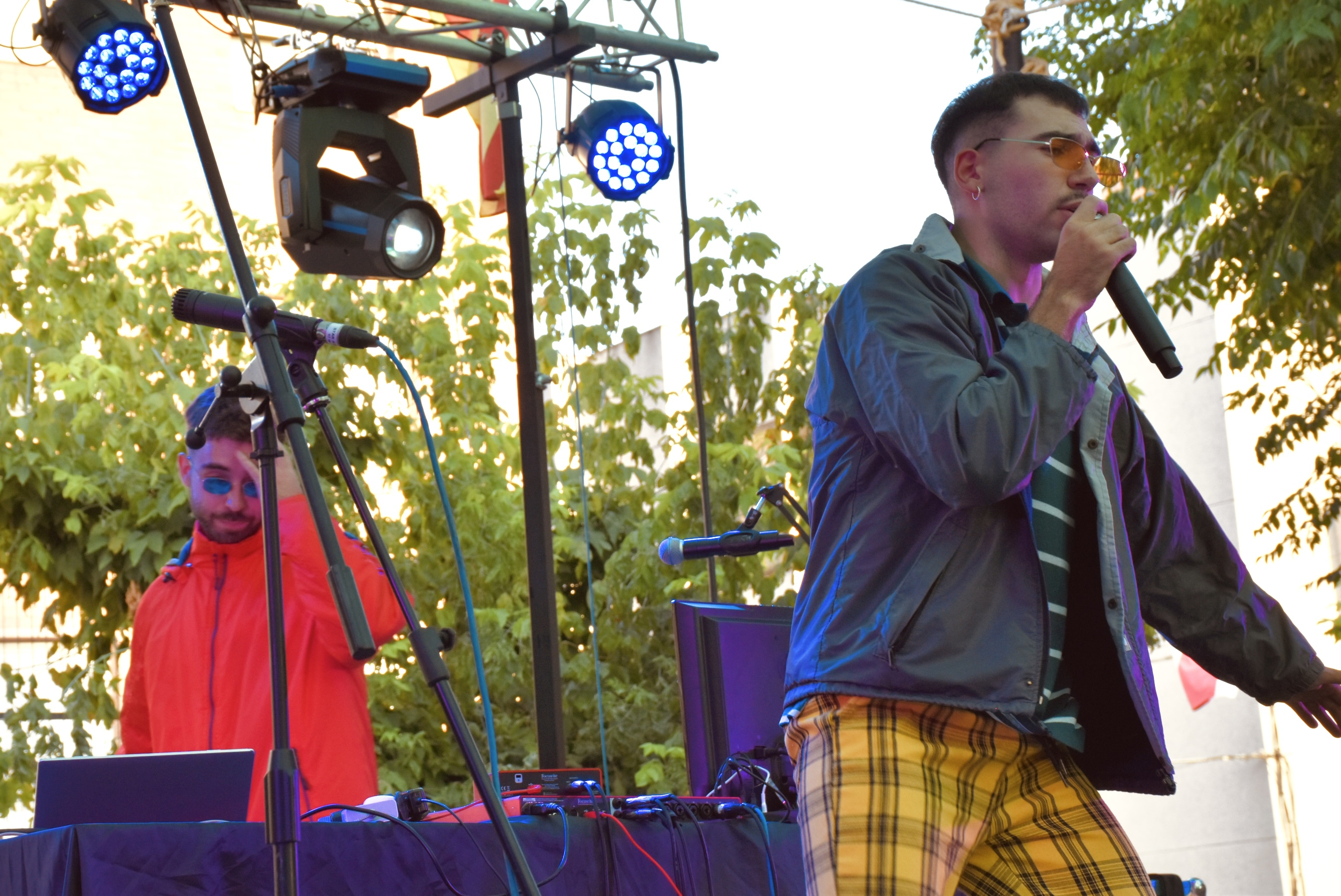
Primer concert de Figa Flawas.

El 13 de maig del 2022 van treure el seu primer disc, anomenat Joves tendres i, mesos més tard, els senzills «Que no s'acabi», «Secr3t» (amb Julieta Gracián) i «M'equivocava». A finals d'aquell mateix any, atès el seu creixement musical i impacte juvenil, van ser guardonats amb el premi Sona9 de la revista Enderrock com a millor grup català de l'any del 2022.
El 2023 van publicar «Mussegu», que va arribar a les 4 milions de reproduccions a Spotify el mateix any. Aquell any també van estrenar el corrido mexicà «Aurora» i «Xtraterrestres (na de na)». En total, van programar una setantena de concerts. Va ser una de les primeres cançons pertanyents al gènere de la bachata fetes en català. Va ser la cançó en llengua catalana que més va sonar a les ràdios durant el mes de juny del 2023 i la segona cançó en català que més va sonar en total el 2023. Forma part del segon àlbum de Figa Flawas La Calçotada, publicat el 26 de gener del 2024.
La cançó «La Marina sta morena» va ser un èxit a l'estiu 2024, amb milions de reproduccions a Spotify i sent al top 50 de les cançons més escoltades a l'estat.
El 2025 van guanyar en tres categories dels Premis Enderrock; el de millor disc de música urbana per votació popular (per La Calçotada), el de millor cançó per votació popular (per «La Marina sta morena») i el de millor artista de l'any per la crítica. També el 2025, van guanyar en tres categories dels Premis RAC 105; la de millor cançó, la de cançó més radiada a RAC 105 (amdues per la cançó «La Marina sta morena») i la de millor grup.

## Discografia
El grup ha publicat, des de la seva creació, un àlbum autoeditat (Joves tendres), un EP i una vintena de senzills a les plataformes musicals que inclouen col·laboracions amb altres artistes catalans, destacant-se especialment Julieta. El 2023 van firmar amb el segell Halley Records, amb el qual van editar els seus següents senzills i l'únic EP que han tret fins ara. El segon disc es titula La calçotada.

### Discos d'estudi
| • Joves tendres (2022) |
| --- |
| (Autoeditat) 1. «Al·lucinant» 2. «Osset de peluix» 3. «Culet» 4. «Xuculatina» 5. «Una sola paraula» (amb Ven'nus) 6. «La tabarra» 7. «Perreig» 8. «La meva nena» 9. «Desubicat» (amb Chill C) 10. «Sort de la mama» 11. «Si stem junts» |

- Nadal Mix 2023 (Luup Records, 2023)[18]

| • La calçotada (2024) |
| --- |
| (Halley Records) 1. «La Salsa» 2. «4 Kissus» 3. «Solucions i no problemes» 4. «Diabla» (amb Mushkaa) 5. «Xampany i galetes» 6. «Desbocat» 7. «Si tu m'ho demanes» 8. «Es ven» 9. «Mussegu» 10. «Aurora» 11. «Bacaneria» 12. «Xtraterrestres (na de na)» 13. «Que no s'acabi» 14. «Filet» (amb Alba Armengou) 15. «Mala sang» (amb Pol Bordas i Compte) 16. «M'equivocava» 17. «Il mio canto d'amore» 18. «Umami» 19. «Xalalà» (amb Lluís Gavaldà) 20. «El vermutillu» |

### EP
| • Recent t'arriba la invitació per... (2023)                                                                                       |
| --- |
| (Halley Records) 1. «Xtraterrestres (na de na)» 2. «Aurora» 3. «Xalalà» (amb Lluís Gavaldà) 4. «Diabla» (amb Mushkaa) 5. «Mussegu» |

### Senzills
2020
- «100graus» (2020, autoeditat).
- «Ho fem fàcil» (2020, autoeditat).
- «Trineu» (2020, autoeditat).

2021
- «La tabarra» (2021, autoeditat).
- «100graus (remix)» (2021, autoeditat). Col·laboració amb Lluc, Sexenni, Yung Rajola, Rito SKR i Noxtorn.
- «De deu en deu (Decennals 2021+1)» (2021, autoeditat).

2022
- «Osset de peluix» (2022, autoeditat). Inclòs posteriorment a l'àlbum Joves tendres (2022).
- «Em flipa» (2022, Microscopi). Col·laboració amb Pelat i Pelut.
- «Xuculatina» (2022, autoeditat). Inclòs posteriorment a l'àlbum Joves tendres (2022).
- «Sort de la mama» (2022, autoeditat). Inclòs posteriorment a l'àlbum Joves tendres (2022).
- «Xuculatina (remix)» (2022, autoeditat). Col·laboració amb Julieta i The Tyets.
- «Que no s'acabi» (2022, autoeditat).
- «Secr3t» (2022, Music Bus Records). Col·laboració amb Julieta.
- «M'equivocava» (2022, autoeditat).

2023
- «Mussegu» (2023, Halley Records). Inclòs posteriorment a l'EP Recent t'arriba la invitació per... (2023).
- «Mussegu (Speed Up)» (2023, Halley Records).
- «Diabla» (2023, Halley Records). Col·laboració amb Mushkaa. Inclòs posteriorment a l'EP Recent t'arriba la invitació per... (2023).
- «Petons» (2023). Col·laboració amb Stay Homas.
- «Xalalà» (2023, Halley Records). Col·laboració amb Lluís Gavaldà. Inclòs posteriorment a l'EP Recent t'arriba la invitació per... (2023).
- «Aurora» (2023, Halley Records). Inclòs posteriorment a l'EP Recent t'arriba la invitació per... (2023).
- «Xtraterrestres (na de na)» (2023, Halley Records).[19] Inclòs posteriorment a l'EP Recent t'arriba la invitació per... (2023).
- «Jenifer» (2023, Halley Records). Col·laboració amb Els Catarres.

2024
- «4 kissus» (2024, Halley Records).
- «Ja dormiré» (2024, Halley Records). Col·laboració amb La Fúmiga.
- «Toca» (2024, Halley Records). Col·laboració amb Oques Grasses.
- «La Marina sta morena» (2024, Halley Records).

2025
- «Espurna» (2025). Col·laboració amb Stay Homas.
- «A la freSka» (2025).